# Wijken en buurten in Wijdemeren
De Nederlandse gemeente Wijdemeren is voor statistische doeleinden onderverdeeld in wijken en buurten. De gemeente is verdeeld in de volgende statistische wijken:
- Wijk 00 's-Graveland (CBS-wijkcode:169600)
- Wijk 01 Kortenhoef (CBS-wijkcode:169601)
- Wijk 02 Ankeveen (CBS-wijkcode:169602)
- Wijk 03 Loosdrecht (CBS-wijkcode:169603)
- Wijk 04 Nederhorst den Berg (CBS-wijkcode:169604)

Een statistische wijk kan bestaan uit meerdere buurten. Onderstaande tabel geeft de buurtindeling met kentallen volgens het Centraal Bureau voor de Statistiek (2008):
| CBS-buurtcode | Buurtnaam                                  | Inwonertal | Opp. totaal (ha) | Opp. land (ha) | Ligging                |
| ------------- | ------------------------------------------ | ---------- | ---------------- | -------------- | ---------------------- |
| BU16960000    | 's-Graveland                               | 1180       | 550              | 520            | Locatie in de gemeente |
| BU16960100    | Oud-Kortenhoef                             | 460        | 582              | 429            | Locatie in de gemeente |
| BU16960101    | Rade, Oranjebuurt, Munniksveen en omgeving | 6090       | 253              | 248            | Locatie in de gemeente |
| BU16960102    | Moleneind                                  | 200        | 607              | 279            | Locatie in de gemeente |
| BU16960104    | Kromme Rade                                | 40         | 47               | 44             | Locatie in de gemeente |
| BU16960200    | Ankeveen                                   | 800        | 341              | 201            | Locatie in de gemeente |
| BU16960201    | Ankeveense Rade                            | 480        | 145              | 144            | Locatie in de gemeente |
| BU16960202    | Hollandsch Ankeveen                        | 320        | 399              | 291            | Locatie in de gemeente |
| BU16960300    | Oud-Loosdrecht                             | 1350       | 779              | 212            | Locatie in de gemeente |
| BU16960301    | Oud-Loosdrecht-Oost                        | 420        | 100              | 93             | Locatie in de gemeente |
| BU16960302    | Nieuw-Loosdrechtsedijk (gedeeltelijk)      | 820        | 146              | 109            | Locatie in de gemeente |
| BU16960303    | Verspreide huizen in het Zuiden            | 10         | 270              | 225            | Locatie in de gemeente |
| BU16960304    | Muijeveld                                  | 100        | 23               | 12             | Locatie in de gemeente |
| BU16960305    | Nieuw-Loosdrecht                           | 5750       | 149              | 149            | Locatie in de gemeente |
| BU16960308    | Verspreide huizen in het Noorden           | 190        | 360              | 258            | Locatie in de gemeente |
| BU16960309    | Loosdrechtse Plassen en Breukeleveen       | 210        | 1440             | 440            | Locatie in de gemeente |
| BU16960401    | Overmeer                                   | 1280       | 149              | 139            | Locatie in de gemeente |
| BU16960402    | Horn- en Kuijerpolder                      | 1260       | 259              | 240            | Locatie in de gemeente |
| BU16960403    | Blijkpolder                                | 450        | 14               | 9              | Locatie in de gemeente |
| BU16960404    | Centrum                                    | 1200       | 393              | 136            | Locatie in de gemeente |
| BU16960405    | Hinderdam                                  | 70         | 48               | 38             | Locatie in de gemeente |
| BU16960409    | Horstermeer                                | 780        | 600              | 593            | Locatie in de gemeente |